# Seututie 793
Pour les articles homonymes, voir Route 793.
La route régionale 793 (finnois : Seututie 793) est une route régionale allant de Maliskylä à Nivala jusqu'à Haapavesi en Finlande,,.

## Présentation
La seututie 793 est une route régionale d'Ostrobotnie du Nord.